# Madremanya
Madremanya (nicht mehr amtliche spanische Bezeichnung Madremaña) ist eine spanische Gemeinde im Osten des katalanischen Landkreises Gironès in der Provinz Girona.

## Wirtschaft
Der Ort ist geprägt durch Trockenfeldbau und Viehwirtschaft.

## Sehenswürdigkeiten
- Kirche Església de Sant Esteve
- Kirche Església de Sant Iscle